# Henrik Gundersen
Henrik Gundersen (født 4. januar 1972) er en dansk fodboldtræner, der indtil 2024 var træner for Boldklubben Frem. Han har tidligere været træner for Fremad Valby og Greve Fodbold.

## Trænerkarriere

### Boldklubben Frem
Den 29. april 2014 blev det offentliggjort, at Henrik blev ansat som cheftræner for Boldklubben Frem. Henrik blev cheftræner efter Henrik Jensen stoppede. Den 3. oktober 2016 blev det offentliggjort, at Henrik forlod hans position i Boldklubben Frem. Den 17. juni 2023 blev det bekræftet, at Boldklubben Frem genansatte Henrik som cheftræner.
Den 19. november 2024 stoppede Henrik i Boldklubben Frem.

### Greve Fodbold
Den 29. december 2016 blev offentliggjort, at Henrik blev ansat som cheftræner i Greve Fodbold. Efter kun et år i Greve Fodbold, forlod han klubben.

### Fremad Amager
Den 1. oktober 2017 blev det offentliggjort, at Henrik blev ansat som assistenttræner for Fremad Amager. Efter kun et år i Amager, forlod han klubben.

### Fremad Valby
Efter en lang pause, blev Henrik ansat som cheftræner for Boldklubben Fremad Valby. Han forlod klubben ved slutningen af 2022-23 sæsonen.